# 余煌

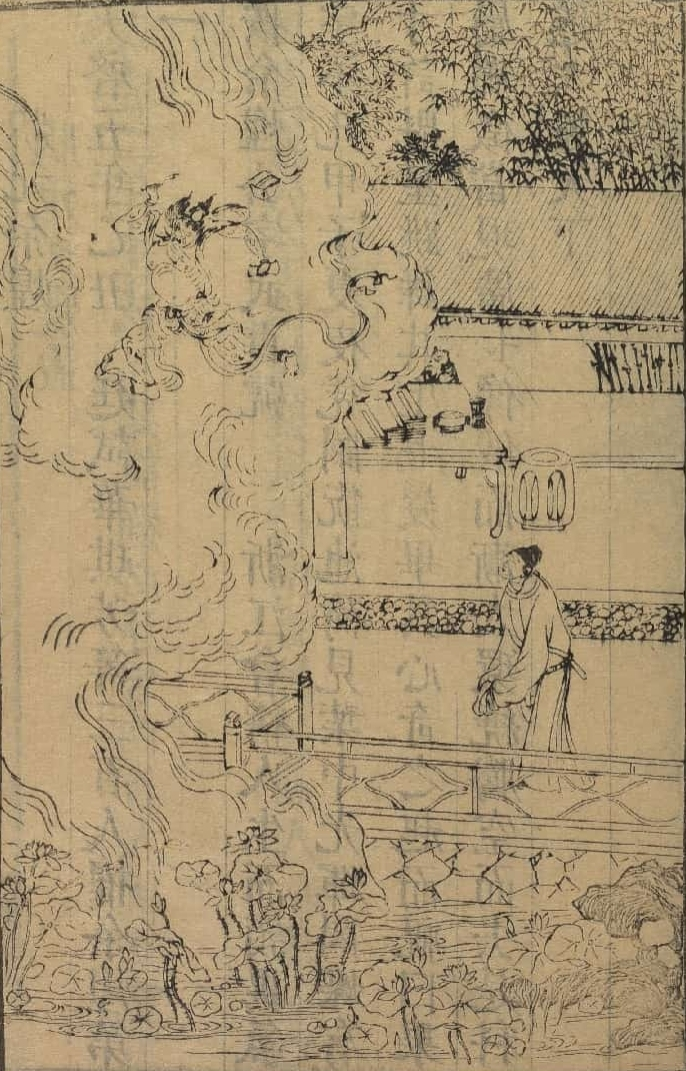
余煌

余煌（？—1646年），字武贞，號公遜，浙江会稽人，明末政治人物。天啟乙丑狀元，授修撰，累遷右庶子，因守喪歸里。鲁王時任兵部尚書，兵敗自盡殉國。

## 生平
余煌自幼好学，博览群书，天启元年（1621年）順天鄉試舉人，天啟五年（1625年）成一甲第一名进士（狀元），授翰林院修撰，參修《三朝要典》。崇祯四年（1631年），以母丧归。守喪結束，起用為左中允，历任左谕德、右庶子，充经筵讲官。後父亡守喪，久不復用。
南明弘光元年（清顺治二年，1645年）六月，鲁王於绍兴监国，起為礼部右侍郎，再起户部尚书，皆不就任。次年，因武将骄横，拜為兵部尚书，方才受命。當時江南诸臣貪婪奢侈，余煌上言：“今国势愈危，朝政愈纷，尺土未复，战守无资。诸臣请祭，则当思先帝烝尝未备；请葬，则当思先帝山陵未营；请封，则当思先帝宗庙未享；请廕，则当思先帝子孙未保；请谥，则当思先帝光烈未昭。”成為一時名言。
清兵过江，魯王航海逃遁。六月二日，余煌投水殉國，被舟人救起。二日之後，再投水深处而死。

## 延伸阅读
[在维基数据编辑]
 《明史卷二百七十六》，出自《明史》

| 官衔          | 官衔                             | 官衔                 |
| ------------- | -------------------------------- | -------------------- |
| 前任： 陳函輝 | 南明兵部尚書 （魯王朝廷） 1646年 | 繼任： 王夢錫 （署） |
| 前任： 李白春 | 南明吏部尚書 （魯王朝廷） 1646年 | 繼任： 劉沂春        |